# Bab Tiouka
Bab Tiouka (franska: Bab Tiouka (CR), Bab Tiouka (Commune Rurale), arabiska: شكران) är en kommun i Marocko.   Den ligger i provinsen Sidi Kacem och regionen Rabat-Salé-Kénitra, i den nordöstra delen av landet, 110 km öster om huvudstaden Rabat. Antalet invånare är 8 042.